# Los Almendros (Málaga)

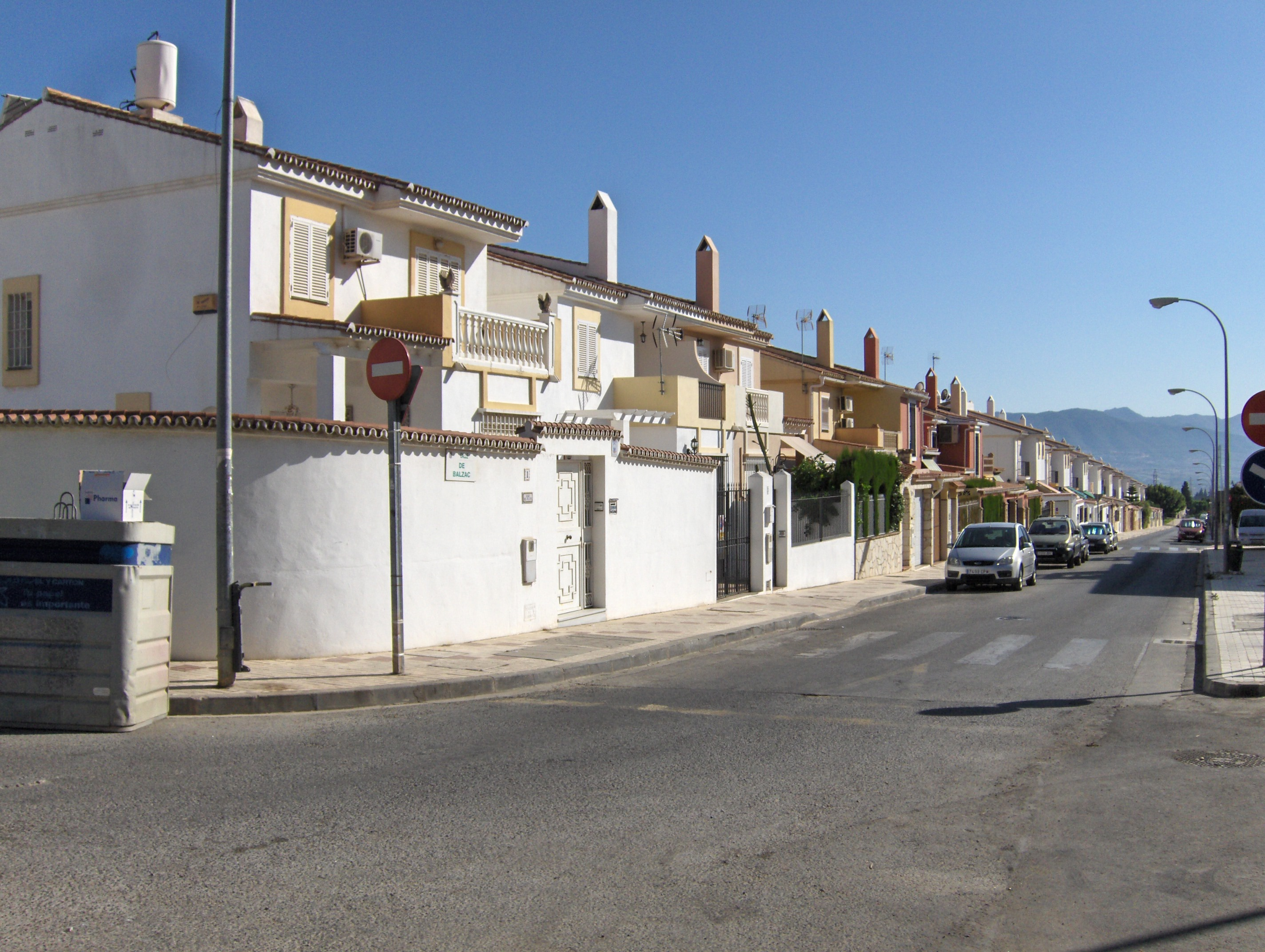
Viviendas típicas de Los Almendros.

Los Almendros es un barrio perteneciente al distrito Puerto de la Torre de la ciudad andaluza de Málaga, España. Según la delimitación oficial del ayuntamiento, limita al norte con los barrios de Cañaveral y Los Morales; al este, con el barrio de El Tomillar; al sur, con el barrio de El Limonero; y al oeste, con terrenos no urbanizados.

## Autobús Urbano
Queda conectado mediante las siguientes líneas de la EMT: 
| Línea | Trayecto                               | Frecuencia                              |
| ----- | -------------------------------------- | --------------------------------------- |
| 21    | Alameda Principal - Puerto de la Torre | 12 minutos                              |
| N4    | Alameda Principal - Puerto de la Torre | 23.30, 1.00 (Alameda) 0.15 (Pto. Torre) |

## Autobús Interurbano
Queda conectado mediante las siguientes líneas interurbanas del Consorcio de Transporte metropolitano del Área de Málaga
| Línea | Trayecto                       | Recorrido y Horarios | Plano |
| ----- | ------------------------------ | -------------------- | ----- |
| M-250 | Málaga-Almogía                 | Recorrido y Horarios | Plano |
| M-551 | Almogía-Playamar (solo verano) |                      |       |